# Tripteroides alboscutellatus
Tripteroides alboscutellatus är en tvåvingeart som beskrevs av Lee 1946. Tripteroides alboscutellatus ingår i släktet Tripteroides och familjen stickmyggor. Inga underarter finns listade i Catalogue of Life.